# جی. دی. تروت
جی دی تروت (به انگلیسی: J. D. Trout؛ زاده ۱۹۵۹) فیلسوف علم، دانشمند شناختی، مدرس و نویسنده غیرداستانی آمریکایی است، که دارای کرسی فلسفه در مؤسسه فناوری ایلینویز است. تحقیقات او بر ماهیت پیشرفت علمی و تأثیر آن بر درک و رفاه انسان متمرکز است.

## تحصیلات و کار
تروت در کلیولند اوهایو، از مادری با اصالت سیسیلی و ایرلندی، یکی از اعضای زنان پذیرفته‌شده برای خدمات اضطراری داوطلبانه (WAVES: for Women Accepted for Volunteer Emergency Service)، در نیروی دریایی ایالات متحده متولد شد. او در مدارس دولتی در کلیولند و منطقه فیلادلفیا تحصیل کرد، و در آن‌جا بوکس آموخت.
تروت مدرک لیسانس خود را در رشته فلسفه و تاریخ در دانشگاه باکنل، در سال ۱۹۸۲، و دکترای خود را در فلسفه، در دانشگاه کرنل در سال ۱۹۸۸، تحت نظارت ریچارد بوید دریافت کرد. او تا در سال ۲۰۱۸ در دانشگاه لویولا شیکاگو تدریس کرد.
تروت عضو پیش‌دکتری بنیاد ملی علوم آمریکا و هم‌کار فارغ‌التحصیل در دانشگاه کرنل بود. در سال‌های ۱۹۸۸–۱۹۸۹، عضو فوق‌دکتری ملون در کالج برین ماور و برنده جایزه انتخابی برای کتابش در سال ۱۹۹۸، به نام «اندازه‌گیری جهان اتفاقی» بود. در سال ۱۹۹۹، استاد مدعو در دانشگاه اینسبروک بود. در سال ۲۰۰۵، استاد مدعو فلسفه در دانشگاه شیکاگو و محقق مدعو در دانشکده تحصیلات تکمیلی تجارت بود.

## کار فلسفی
تروت پس از آغاز فعالیتی موازی در پردازش زبان گفتاری در دهه بیست زندگی، تعدادی مقاله تجربی و نظری در مورد ادراک گفتار نوشت. کارهای او بر روی موضوعات فلسفی و روان‌شناسی، اغلب ترکیبی از زبان‌شناسی، زیست‌شناسی، اقتصاد، تاریخ و سیاست عمومی است. «اندازه‌گیری جهان اتفاقی: واقع‌گرایی، طبیعت‌گرایی و روش‌های کمی در علوم رفتاری» معتقد است که روان‌شناسی ادراکی و روان‌شناسی شناختی، که اغلب به‌عنوان نام «علم» به حاشیه رانده می‌شوند، به‌عنوان حوزه‌های بالغ در حال ظهور هستند و سزاوار وزن فکری می‌باشند. فیزیک و شیمی، برای حمایت از نسخه جدیدی از رئالیسم علمی به نام واقع‌گرایی اندازه‌گیری‌شده به کار گرفته شد. در سال ۲۰۰۵، تروت به همراه مایکل بیشاپ، «معرفت‌شناسی و روان‌شناسی قضاوت انسان» را منتشر کردند. این کتاب استدلال می‌کند که معرفت‌شناسی، همان‌طور که در دنیای انگلیسی‌زبان انجام می‌شود، به یک تمرین محلی و مکتبی تبدیل شده‌است، و باید با روان‌شناسی بهبودبخش، حوزه‌ای از روان‌شناسی که به ارزیابی و بهبود تصمیم‌گیری اختصاص دارد، جایگزین شود. کتاب «شکاف هم‌دلی: ساختن پل‌هایی از زندگی خوب به‌سوی جامعه خوب»، تحقیقات علمی در مورد هم‌دلی، اراده آزاد و تصمیم‌گیری را به خدمت می‌گیرد تا توضیح دهد که چگونه افراد شایسته می‌توانند درجات نامناسب نابرابری و رنج را نادیده بگیرند، و یک چشم‌انداز واقعی ایجاد می‌کند تا سیاست‌هایی که رفاه انسان را بهبود می‌بخشد، دیده شوند.
جدیدترین کتاب او، «شکاف هم‌دلی»، نشان می‌دهد که یک دموکراسی منصفانه و انسانی در دوران مدرن باید به علم روان‌شناسی روی آورد، تا سیاست‌هایی ایجاد کند که نقص‌های طبیعی افراد را اصلاح کند.

## آثار برگزیده

### کتاب‌ها
- ۱۹۹۱. «فلسفه علم». آر. بوید، پی. گاسپر، و جی.دی. تروت. ویرایش‌ها برادفورد بوکز/ انتشارات ام‌آی‌تی، کمبریج، شابک ‎۰-۲۶۲-۵۲۱۵۶-۳.
- ۱۹۹۵. «ماتریالیسم معاصر: یک خواننده» پی موزر و جی.دی. تروت. ویرایش‌ها. روتلج، لندن و نیویورک. شابک ‎۰-۴۱۵-۱۰۸۶۴-۰.
- ۱۹۹۸. «اندازه‌گیری جهان قصدی: واقع‌گرایی، طبیعت‌گرایی و روش‌های کمی در علوم رفتاری». جی.دی. تروت. آکسفورد، نیویورک شومیز ۲۰۰۳، شابک ‎۰-۱۹-۵۱۶۶۵۹-۰.
- ۱۹۹۸. «نظریه دانش: یک مقدمه موضوعی». پی. موزر، دی. مولدر و جی دی تروت. آکسفورد، نیویورک، شابک ‎۰-۱۹-۵۰۹۴۶۶-۲.
- ۲۰۰۵. «معرفت‌شناسی و روان‌شناسی قضاوت انسان». مایکل ای. بیشاپ و جی.دی. تروت. نیویورک: انتشارات دانشگاه آکسفورد؛ چاپ سوم در سال ۲۰۰۶، شابک ‎۰-۱۹-۵۱۶۲۳۰-۷.
- ۲۰۰۹. «شکاف هم‌دلی: ایجاد پل‌هایی برای زندگی خوب به‌سوی جامعه خوب». جی.دی. تروت. وایکینگ/پنگوئن، نیویورک، فوریه ۲۰۰۹. شابک ‎۰-۶۷۰-۰۲۰۴۴-۳.

### مقاله‌ها
- ۱۹۹۰. تأثیرات شنوایی و بصری بر ترمیم آوایی. زبان و گفتار، ۳۳، ۱۲۱–۱۳۵ (با ویلیام پوزر به‌عنوان نویسنده دوم).
- ۱۹۹۲. نظریه - پیوند و اتکای مزدور. فلسفه علم، ۵۹، ۲۳۱–۲۴۵.
- ۱۹۹۴. نگاه واقع‌بینانه به عقب. مطالعات تاریخ و فلسفه علم، ۲5 (1)، ۳۷–۶۴.
- ۲۰۰۱. متافیزیک، روش و دهان: درس‌های فلسفی ادراک گفتار. روان‌شناسی فلسفی، ۱۴، (۳)، ۲۶۱–۲۹۱.
- ۲۰۰۱. مبنای بیولوژیکی گفتار: از صحبت کردن با حیوانات چه چیزی استنباط کنیم؟ بررسی روان‌شناسی، ۱۰۸، (۳)، ۵۲۳–۵۴۹.
- ۲۰۰۲. ۵۰ سال مدل‌سازی پیش‌گویانه موفق باید کافی باشد: درس‌هایی برای فلسفه علم. فلسفه علم ۶۸ (مجموعه مقالات): S197-S208 (با مایکل بیشاپ).
- ۲۰۰۲. تبیین علمی و حس تفاهم. فلسفه علم ۶9(2)، ۲۱۲–۲۳۳.
- ۲۰۰۳. تخصص‌های زیستی برای گفتار: حیوانات چه چیزی می‌توانند به ما بگویند؟ جهت‌گیری‌های فعلی در علوم روان‌شناسی، ۱۲ (۵، اکتبر)، ۱۵۵–۱۵۹.
- ۲۰۰۵. تقویت واژگانی گفتار نویز باند در قالب‌های باز و بسته. ارتباطات گفتاری ۴7 (4)، ۴۲۴–۴۳۵.
- ۲۰۰۵. پدرگرایی و سوگیری شناختی. قانون و فلسفه ۲۴ (۴، ژوئیه)، ۳۹۳–۴۳۴.
- ۲۰۰۵. آسیب‌شناسی‌های معرفت‌شناسی تحلیلی استاندارد. نوس ۳9 (4), ۶۹۶–۷۱۴ (با مایکل بیشاپ).
- ۲۰۰۷. یک محدودیت شاید، اما آیا پدرگرایی است؟ سوگیری شناختی و انتخاب کمک‌های تصمیم‌گیری دولتی. مجله حقوق و آزادی، دانشگاه نیویورک، 2 (3)، ۴۵۵–۴۶۹.
- ۲۰۰۷. روان‌شناسی تبیین علمی، قطب‌نمای فلسفه، ۲/۳، ۵۶۴–۵۹۱.
- ۲۰۰۷. روان‌شناسی تنزیل: سیاست متعادل کردن سوگیری‌ها. فصل‌نامه روابط عمومی، ۲1 (2)، ۲۰۱–۲۲۰.
- ۲۰۰۸. اغوای بدون علت: کشف نوروفیلی توضیحی. روند در علوم شناختی، ۱۲، ۲۸۱–۲۸۲.
- ۲۰۰۸. پایایی‌گرایی راهبردی: رویکردی طبیعت‌گرایانه به معرفت‌شناسی. قطب‌نمای فلسفه، ۳/۵، ۱۰۴۹–۱۰۶۵.